# 郭道甫
郭道甫（1894年—1934年？），本名墨尔森泰，又称墨尔色，郭博勒氏，字道甫，以字行，号浚黄，达斡尔族，呼倫貝爾索倫左翼鑲黃旗（今呼伦贝尔市鄂温克族自治旗）人。中华民国大陆时期内蒙古政治人物。

## 生平
郭道甫早年曾就读于海拉尔满蒙学校、黑龙江省立第一中学、北京俄文专修馆等。1918年回海拉尔创办私立学校并任校长，同时还组织成立了呼伦贝尔学生会。1920年学校改为蒙旗官立学校。1922年，共产国际派策登依喜到呼伦贝尔进行地下活动，郭道甫等人以兴办蒙旗合作社为名与策登依喜建立联系。1922年郭道甫因与当局在办学方针上发生分歧而辞去校长职务。翌年赴北平，任教于蒙藏学校，并出任时任中俄交涉公署署长王正廷秘书、外交部俄文翻译。后被派往外蒙古与苏联考察，期间王正廷以“赤化”为名将其撤职。之后他以呼伦贝尔学生会为基础组建了呼伦贝尔青年党。
1925年内蒙古人民革命党成立后他出任中央执行委员、秘书长。为内人党呼伦贝尔派首领。但很快就与内人党委员长白云梯发生冲突。1927年8月10日在乌兰巴托召开的内人党特别大会上，该党面临分裂，外蒙古领导人丹巴道尔吉出面调停，撤销了白云梯的委员长和郭道甫的秘书长职务。郭道甫留在外蒙古任“蒙古全国职工总工会主席”，并出席了在莫斯科举行的第四届世界工联大会当选为中央评议会委员。1928年8月，郭道甫与福明泰等乘张作霖在皇姑屯被日本人炸死之机，领导呼伦贝尔青年党发动武装革命以争取呼伦贝尔自治，但因东北军镇压而失败，9月28日郭道甫只身前往奉天接受议和，投靠张学良出任东三省保安总司令部（东北易帜后为东北边防长官公署）秘书。1929年东北政务委员会于沈阳创办东北蒙旗师范学校，委任郭道甫为校长，该校以“造就蒙旗教育人才、促进蒙古文化”为宗旨，由东北边防长官公署蒙旗处具体经办，经费由辽宁省政府拨付。1929年9月在沈阳成立蒙古文化促进会，科尔沁右翼中旗札萨克亲王业喜海顺任会长，克什克腾旗辅国公诺力嘎尔扎布、科尔沁右翼后旗辅国公寿明阿任副会长，郭道甫任秘书长，该会以促进蒙古民族文化为宗旨，专事搜集蒙古民族之史籍、传说、文物和调查风俗习惯、诗歌、谚语，研究蒙古各地输入之新知识及出版蒙文图书等。1929年中东路事件发生后，向张学良呈报《蒙疆国防问题意见书》，出版《蒙古问题讲演录》。
九一八事变发生后，1931年9月24日他到日本驻奉天总领事馆，向总领事林久治郎表示“以1928年呼伦贝尔青年党事件为时机，再次谋求同一地区的自治........现在国民政府表面上奉行三民主义，实际上却不准许我蒙古人实行，为此想要谋求自治，对此计划，不想从日本方面得到任何具体援助，但希望赐予同情。”9月25日，带领东北蒙旗师范学校的呼伦贝尔学生从沈阳返回海拉尔，和原来的战友以及蒙旗师范的毕业生联系，因被日本特务跟踪，12月11日前往苏联驻满洲里领事馆寻求庇护，被领事馆的苏联特工机关秘密逮捕，并押往苏联。因“在内蒙古地区煽动民族主义、从事间谍活动、企图挑起武装冲突”等罪名，1934年3月27日被判死刑。后改为10年有期徒刑，此后其生平未见记载。1989年5月19日苏联当局为其平反。